# Zebaki

Der Distrikt Zebak in der afghanischen Provinz Badachschan ist das ungefähre Sprachgebiet von Zebaki

Zebaki (زباکی) ist eine iranische Sprache, die im Dorf Zebak und der Umgebung in der afghanischen Provinz Badachschan gesprochen wird. Zebaki ist mit am nächsten mit Ishkashimi verwandt und wird oftmals als Dialekt dieser Sprache angesehen, zeigt aber auch viele Gemeinsamkeiten mit Sanglechi. Die Dialektgruppe bildet eine Untergruppe der südostiranischen Sprachen.
Zebaki ist vor dem Aussterben bedroht, da die Sprache nicht von der Regierung gefordert wird und die Menschen Persisch anstelle von Zebaki als Alltagssprache nutzen. 